# 六佑水库
六佑水库是中国广西壮族自治区南宁市宾阳县武陵镇境内的一座水库，位于清水江流域东圩江上，建于1958年。水库正常库容为1789万立方米，集雨面积为18平方千米，海拔为140.39米。